# Wanda Karczewska
Wanda Maria Karczewska (ur. 5 grudnia 1913 w Wieliczce, zm. 29 września 1995 w Łodzi) – polska powieściopisarka, poetka, dramaturg, krytyk teatralny i tłumacz.

## Życiorys
Dzieciństwo i lata szkolne spędziła w Kaliszu, gdzie w 1931 złożyła egzamin maturalny w tamtejszym Gimnazjum Sióstr Najświętszej Rodziny z Nazaretu. Studiowała filologię klasyczną i dziennikarstwo na Uniwersytecie Warszawskim. Debiutowała w 1931 jako poetka, w 1937 wydała powieść marynistyczną Ludzie spod żagli. Po II wojnie światowej przeniosła się do Poznania, następnie do Łodzi. W 1957 przez rok mieszkała w Szczecinie, gdzie była zastępcą redaktora naczelnego tygodnika społeczno-kulturalnego „Ziemia i Morze”.
Nagrodzona nagrodą literacką miasta Poznania w 1960 i Łodzi w 1978, w 1988 otrzymała Honorowe Obywatelstwo miasta Kalisza.
Wanda Karczewska była członkiem Kaliskiego Towarzystwa Przyjaciół Nauk.
Wanda Karczewska była żoną Zbigniewa Jasińskiego i Stefana Drewicza.
Została pochowana na cmentarzu Doły w Łodzi.
Od 2011 w Kaliszu odbywa się Ogólnopolski Festiwal Poetycki im. Wandy Karczewskiej; festiwalowi towarzyszy konkurs poetycki.
W 2012 wydano Listy do Seweryna, zbiór 122 listów do Seweryna Pollaka spisanych przez Karczewską w latach 1950–1987.

## Twórczość literacka
- 1937: Ludzie spod żagli
- 1945: Ziemia oskarża
- 1959: Odejście
- 1959: Czarne konie
- 1962: Wizerunek otwarty
- 1965: Weekend w Riverside
- 1967: Nowy wybór poezji
- 1970: Dzień powszedni teatru
- 1973: Głębokie źródła
- 1974: Fuga z tematem miłosnym